# Arouna Koné
Arouna Koné (Anyama, Ivoorkust, 11 november 1983) is een voormalig betaald voetballer die doorgaans als aanvaller speelt.  Koné debuteerde in 2004 in het Ivoriaans voetbalelftal.

## Carrière

### Jeugd
Koné is geboren in Anyama, een buitenwijk van Abidjan, de grootste stad van Ivoorkust. Hij komt uit een gezin van 9 broers en 5 zussen. Zoals de meeste kinderen in Afrikaanse landen, leert Koné het voetballen op straat. Daar ontwikkelt hij zijn techniek. Omdat zijn vader het belangrijker vond dat Arouna ging studeren, mocht hij niet spelen voor een voetbalclub. Pas toen zijn vader overleed mocht hij na toestemming van zijn moeder gaan voetballen bij een club: Rio Sport d'Ányama. Koné voetbalt van zijn 6e tot zijn 16e in de voetbalschool van Rio Sport d'Ányama. Op 16-jarige leeftijd stopt Koné met school om zich op het voetbal te richten. Dan wordt hij ontdekt wordt door Lierse SK. Hij mag in België een testwedstrijd spelen bij de club. In 2002 kiest Koné voor de Belgische competitie om een droom te verwezenlijken: de top halen.

### Lierse SK
Op 18-jarige leeftijd komt Koné aan in Lier. Hij was niet alleen: landgenoot Adolph Tohoua werd ook door Lierse SK aangetrokken. Tohoua en Koné trokken veel met elkaar op en woonden ook samen. Later zou ook Konés jongere broertje Karamoko een tijd overkomen. Ook had Koné in zijn beginperiode veel steun aan de Lierses vicevoorzitter Herman Van Den Broeck. Ook al is de heimwee door dit alles redelijk weg te houden, aan de familie wordt nog steeds gedacht. Koné kan door zijn salaris geld overmaken aan zijn familie. Qua prestaties gaat het Koné bij Lierse goed af: zijn talenten worden meteen herkend en hij legt er in zijn eerste (en enige) seizoen bij Lierse 11 goals in. Koné is niet meer te houden voor Lierse en vertrekt naar Roda JC. Zij betalen 1 miljoen euro voor Koné. Na de zaak Lommel verloor hij één wedstrijd en twee doelpunten en ging van 30/11 naar 29/9.

### Roda JC
Ondanks zijn transfer blijft Koné in België wonen (Genk). Dit biedt hem de mogelijkheid om zijn moedertaal, Frans, te spreken. Toch begint hij het Nederlands een beetje onder de knie te krijgen. Bij Roda JC komt Koné terecht in een smeltkroes van nationaliteiten. Toch vergt de verhuizing weinig aanpassing en al snel erkent Nederland de kwaliteiten van Koné. Hij slalomt zich door verdedigingen van Eredivisie-clubs en weet net zoals in zijn Lierse-jaar 11 doelpunten te maken. Interesse van grote clubs volgt snel: Schalke '04 neemt een eerste optie op Koné als package-deal met de verhuur van Marco van Hoogdalem aan Roda JC.
Koné blijft in de interesse staan van clubs, maar begint het seizoen 2004/2005 'gewoon' bij Roda JC. Dan komt eind augustus 2004 opeens de interesse van Ajax. Trainer Ronald Koeman zou Koné al bekeken hebben en zouden hem snel willen vastleggen voor de transferdeadline (1 september). Op dat moment hield Ajax al rekening met een eventueel vertrek van Zlatan Ibrahimović. Op 31 augustus vertrekt Ibrahimović inderdaad naar Juventus en Ajax wil snel met Roda JC onderhandelen. Beide clubs raken het eens over de vraagprijs (10 miljoen euro) en Koné moet alleen nog de medische keuring ondergaan. Op dat moment zit Koné in Ivoorkust voor een interland, en moest dus razendsnel terug naar Nederland. Bij het nieuws kwam een nieuwe droom voor Koné uit: een topclub. Maar bij de keuring gaat het mis: de clubarts ontdekt hartproblemen en adviseert Ajax om de transfer af te blazen. Ajax durft het inderdaad niet aan en Koné blijft bij Roda JC, een illusie armer.
Twee weken lang ondergaat Koné enkele medische testen in een ziekenhuis in Maastricht en Eindhoven. Daar constateren de artsen dat er niets mis is met het hart van Koné, enkel dat hij een 'te groot hart' heeft (ook wel een sporthart). Ajax laat aan de andere kant weten dat zij nooit meer een poging zullen wagen om Koné aan te trekken, omdat het risico te groot is. Ook Koné laat zich uit in de media door te zeggen dat het Ajax-boek gesloten is voor hem.

### PSV
In augustus 2005, in voorbereiding van het nieuwe seizoen, meldt PSV zich weer voor Koné. Ondanks het feit dat hij niet mee mag doen in de Champions League van dat seizoen zet PSV toch door bij Roda JC en weet hem binnen te halen. Het eerste jaar wordt hij verhuurd en daarbij moet PSV een huursom betalen (ongeveer 1 miljoen euro). Roda-bestuurslid Nol Hendriks verklaart dat Roda JC een waterdichte overeenkomst heeft gesloten en dat Koné zo goed als zeker voor langer dan één seizoen bij PSV blijft.
Koné komt bij PSV op gang in de uitwedstrijd tegen sc Heerenveen, waarin hij alle drie de doelpunten maakt. Na de winterstop zal hij ook zijn kwaliteiten kunnen laten zien in de Champions League. Omdat PSV met 2-0 won van Fenerbahçe is het als tweede geplaatst voor de volgende ronde, achter AC Milan. Na de winterstop is Koné wel speelgerechtigd voor de Champions League wat tevens de eerste keer in zijn loopbaan is.
Tijdens de aanloop op het seizoen 2007-2008 werd Koné getroffen door malaria waardoor hij een deel van de voorbereiding moest missen.

### Sevilla FC
Op 30 augustus 2007 werd bekendgemaakt dat Koné voor 5 jaar heeft getekend bij de Spaanse voetbalclub Sevilla FC. Naar verluidt bedraagt de transfersom 12 miljoen euro.

### Hannover 96
Bij Sevilla maakte Koné niet genoeg indruk en begin 2010 werd hij voor een half jaar uitgeleend aan Hannover 96.

### Levante UD
Voor het seizoen 2011-2012 werd Koné verhuurd aan Levante UD. Op 18 september scoorde hij zijn eerste doelpunt voor de club uit Valencia in een wedstrijd tegen Real Madrid.

### Everton
Op 1 november 2015 maakte Koné een hattrick tegen Sunderland. Dit is zijn eerste hattrick in de Premier League. Hij tekende in juli 2017 een tweejarig contract bij Sivasspor, dat hem transfervrij overnam van Everton.

## Statistieken
| Seizoen | Club           | Competitie       | Duels | Doelp. |
| ------- | -------------- | ---------------- | ----- | ------ |
| 2002/03 | Lierse SK      | Eerste klasse    | 30    | 9      |
| 2003/04 | Roda JC        | Eredivisie       | 28    | 11     |
| 2004/05 | Roda JC        | Eredivisie       | 33    | 15     |
| 2005/06 | Roda JC        | Eredivisie       | 2     | 2      |
| 2005/06 | PSV            | Eredivisie       | 21    | 9      |
| 2006/07 | PSV            | Eredivisie       | 31    | 10     |
| 2007/08 | Sevilla FC     | Primera División | 21    | 1      |
| 2008/09 | Sevilla FC     | Primera División | 6     | 0      |
| 2009/10 | Sevilla FC     | Primera División | 12    | 0      |
| 2009/10 | → Hannover 96  | Bundesiga        | 8     | 2      |
| 2010/11 | Sevilla FC     | Primera División | 1     | 0      |
| 2011/12 | → Levante UD   | Primera División | 34    | 15     |
| 2012/13 | Wigan Athletic | Premier League   | 34    | 11     |
| 2013/14 | Everton FC     | Premier League   | 5     | 0      |
| 2014/15 | Everton FC     | Premier League   | 12    | 1      |
| 2015/16 | Everton FC     | Premier League   | 25    | 5      |
| 2016/17 | Everton FC     | Premier League   | 6     | 0      |
| Totaal  | Totaal         | Totaal           | 309   | 91     |

## Interlandcarrière
Koné is een meervoudig international van het Ivoriaans voetbalelftal. Ook speelde hij vroeger voor verschillende nationale jeugdelftallen. Koné was aanwezig op het WK onder-20 2003 in de Verenigde Arabische Emiraten. In 2006 speelt Koné met het Ivoriaans voetbalelftal het WK in Duitsland. Het Ivoriaans voetbalelftal wordt in de groepsfase uitgeschakeld na verliespartijen tegen Argentinië en Nederland, beide met 2-1. Wel wist het Ivoriaans voetbalelftal na een achterstand van 0-2 met 3-2 te winnen van Servië en Montenegro.

## Buiten het voetbal
In Ivoorkust is Koné bezig met het opzetten van een voetbalacademie voor de jeugd. Als de academie af is in december 2005, kunnen er ongeveer 50 kinderen worden geplaatst. Arme jongeren kunnen op deze manier een professionele opleiding krijgen.
Koné is een moslim, en houdt zich stipt aan de regels van zijn geloof. Hij bidt vijf keer per dag en komt op feest- en op vrijdagen (een islamitische gebedsdag) in een boubou, een lang gewaad. Ook doet Koné aan de Ramadan. Bij PSV maakten ze in het Philipsstadion voor Koné een gebedsruimte bij de kleedkamers.
Koné heeft negen broers en vijf zussen. Zijn oudere broer Bakari Koné is ook profvoetballer. Tevens is hij de broer van Asanne Koné, een natuurkundeleraar op het Scholengemeenschap Marianum en patatbakker.

## Erelijst
| Competitie          |        |                  |     |     |
| Competitie          | Aantal | Jaren            |     |     |
| PSV                 | PSV    | PSV              | PSV | PSV |
| ------------------- | ------ | ---------------- | --- | --- |
| Kampioen Eredivisie | 2x     | 2005/06, 2006/07 |     |     |
| Wigan Athletic      |        |                  |     |     |
| FA Cup              | 1x     | 2012/13          |     |     |